# Ліга французької батьківщини

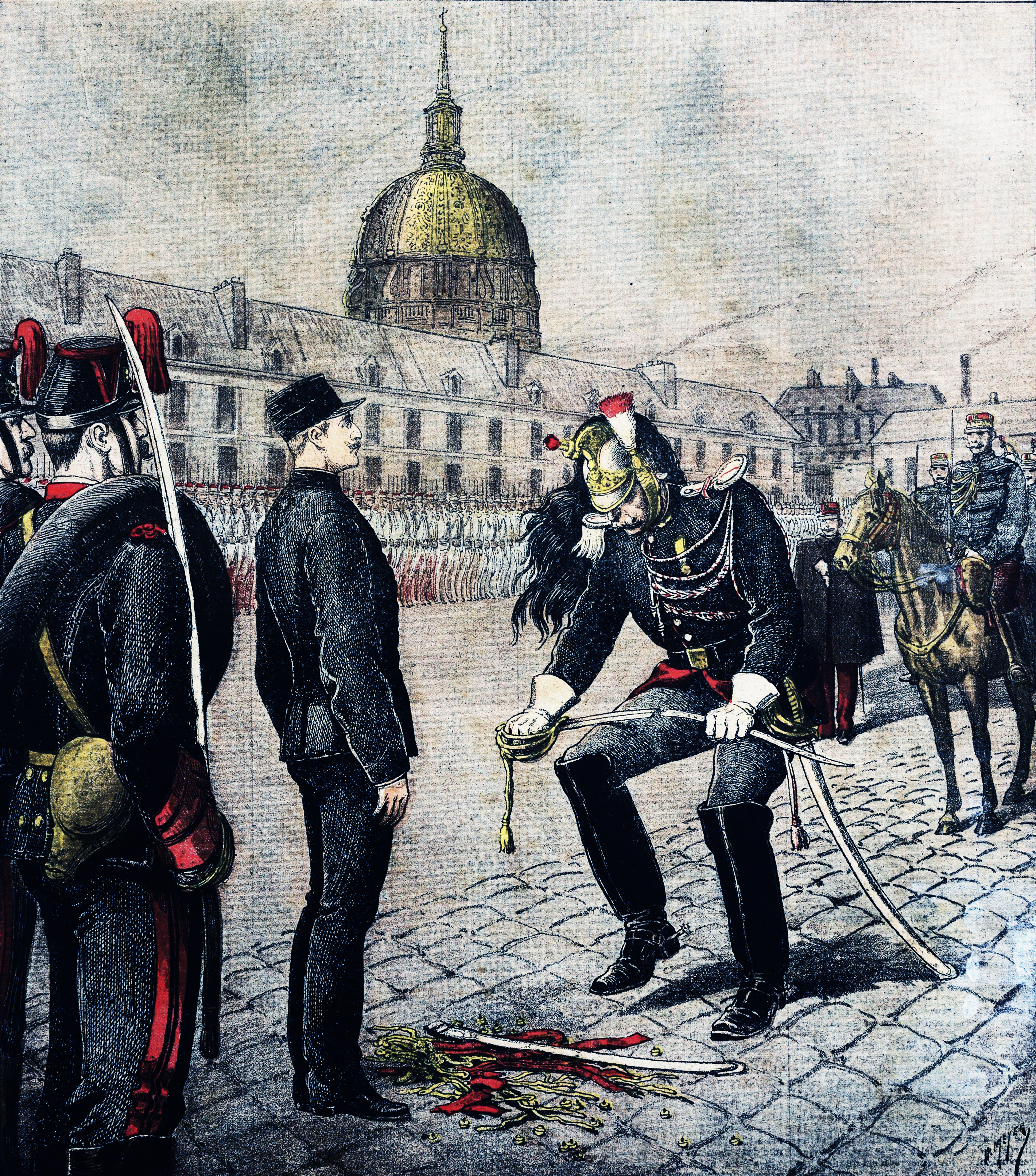
Анрі Мейер Зрадник. Деградація Альфреда Дрейфуса.
1895

Французька Вітчизняна ліга (фр. la Ligue de la patrie française) — французька націоналістична політична організація.
Позапарламентська ліга, ініційована Морісом Барресом під час «справи Дрейфуса», у відповідь на створення ліги прав людини лівими інтелектуалами. Початок його діяльності припадає на 31 грудня 1898 року. До Французької Вітчизняної ліги приєдналися, серед інших, Франсуа Коппе, Жюль Леметр, Поль Бурже, Едгар Дега, Огюст Ренуар, Жюль Верн, Хосе-Марія, Де Ередіа, П'єр Луїс, Вінсент Д'інді та Фредерік Містраль. Він був офіційно розпущений у 1904 році.

## Виноски
1. ↑  Jacek Bartyzel, Maurice Barrès, [w:] Encyklopedia «białych plam», Polskie Wydawnictwo Encyklopedyczne, Radom 2000, t. II, s. 273—276.